# Sexto Afranio Burro
Sexto Afranio Burro (en latín, Sextus Afranius Burrus; Galia Narbonense, 1-Roma, 62) fue prefecto del pretorio bajo los reinados de Claudio y Nerón. Junto a Séneca ejerció como asesor de Nerón y ostentó gran poder durante los primeros años de su reinado.

## Origen y nacimiento
Burro probablemente nació en Vasio Vocontiorum (hoy, Vaison-la-Romaine), en la provincia romana de la Galia Narbonense (sur de Francia). En 1884 se encontró en ese lugar una inscripción con su nombre. Su familia residía allí desde el siglo I a. C. y había recibido, quizá bajo Cneo Pompeyo Magno, la ciudadanía romana. El cognomen Burro proviene de latinizar el nombre del monarca heleno Pirro de Epiro.

## Carrera política
Conocemos su carrera a través de dos inscripciones, la ya reseñada de Vasio Vocontiorum, y una segunda procedente de Perge de Panfilia, cuyos desarrollos son los siguientes:

A:

Vasiens(es) Voc(ontiorum)

patrono

Sex(to) Afranio Sex(ti) f(ilio)

Volt(inia) Burro 4

trib(uno) mil(itum) proc(uratori) Augus

tae proc(uratori) Ti(beri) Caesar(is)

proc(uratori) divi Claudi

praef(ecto) pra[e]tori(o) orna 8

me[nt]is consular(ibus)

B:
[Sex(to) Afranio] Sex(ti) f(ilio) Vol(tinia)

[Burro tr(ibuno) mil(itum) proc]urat(ori)

[Augustae procurat(ori)]

[Ti(beri) Caesaris procurat(ori)] 4

divi Claudi pro[vin]/ciae Galati{c}ae [et] / Pamphyliae et pr[ae]

fecto praetori(i) di[vi]

Claudi et Neronis

Claudi Caesaris 8

Aug(usti) Germanici

Ti(berius) Claudius divi Clau

di l(ibertus) et sacerdos

Plocamus amico 12

suo h(onoris) c(ausa) 

Burro comenzó su carrera a finales del imperio de Augusto como tribuno militar en una legión desconocida, para pasar a ser procurador de una provincia desconocida bajo ese mismo emperador,; después, ya bajo Tiberio, fue procurador de otra provincia desconocida. Su carrera se estancó, hasta que el emperador Claudio lo nombró procurador de las provincias Galacia y Panfilia. 
Fue elegido en el año 51 prefecto del pretorio por Agripina la Menor, sobrina y esposa de Claudio. Recibió las órdenes de asegurar el ascenso al trono de Nerón tras la muerte de Claudio, probablemente a manos de su propia esposa. Durante los primeros ocho años de reinado del joven Nerón, tanto él como Séneca mantuvieron un gobierno estable. Burro y Séneca consintieron el asesinato de Agripina en 59, quien estaba celosa de la influencia que ejercían sobre su hijo. Con el tiempo Burro y Séneca fueron perdiendo progresivamente influencia sobre el emperador. Burro murió en 62, probablemente envenenado por órdenes del emperador. Conocemos una liberta suya, llamada Afrania Cenis, y un liberto, Sexto Afranio.